# Iardanos (Lydien)
Iardanos (altgriechisch Ἰάρδανος Iárdanos) ist in der griechischen Mythologie ein König in Lydien.
Er war der Vater der lydischen Königin Omphale, die Herakles als Sklaven kaufte und später heiratete. Eine Sklavin des Iardanos galt als Mutter der lydischen Herakleiden, zu denen zum Beispiel Akeles zählt.
Laut Nikolaos von Damaskus wurde Iardanos verdächtigt, den lydischen König Kamblitas aus Feindseligkeit verzaubert oder durch Gift verwirrt zu haben. Als Folge entwickelte Kamblitas eine solche Gefräßigkeit, dass er schließlich seine eigene Frau verspeiste.